# أليكس رايتي
أليكس رايتي (بالإيطالية: Alex Righetti) مواليد 14 أغسطس 1977 في ريميني، هو لاعب كرة سلة إيطالي بدأ مسيرته الاحترافية في سنة 1993 يلعب مع فريق فيرتوس روما ويحمل الرقم 9. يبلغ طوله 6 قدم 6 بوصة (2.0 م). مثّل منتخب بلاده. شارك في مسابقة كرة السلة في الألعاب الأولمبية الصيفية.

## فرق لعب لها
- فيرتوس روما
- فيرتوس بالاكانسترو بولونيا
- بالاكانسترو فاريزي
- يوفي كازيرتا باسكت

## الميداليات
| الميدالية | المسابقة                         |
| --------- | -------------------------------- |
| فضية      | الألعاب الأولمبية الصيفية 2004   |
| برونزية   | بطولة أمم أوروبا لكرة السلة 2003 |

## روابط خارجية
- أليكس رايتي على موقع الاتحاد الدولي لكرة السلة (الإنجليزية)
- أليكس رايتي على موقع كرة السلة الأوروبية.كوم (الإنجليزية)
- أليكس رايتي على موقع ريلجم (الإنجليزية)
- أليكس رايتي على موقع بروبوليرز (الإنجليزية)
- أليكس رايتي على موقع سبورتس رفرنس (الإنجليزية)
- أليكس رايتي على موقع اللجنة الأولمبية الدولية (الإنجليزية)
- أليكس رايتي على موقع أوليمبيديا (الإنجليزية)
- أليكس رايتي على موقع اللجنة الأولمبية الإيطالية (الإيطالية)